# The Left Ear
Tai Trái (chữ Hán: 左耳, Bính âm: Zuǒ Ěr, Hán-Việt: Tả Nhĩ), có tiêu đề tiếng Anh là: The Left Ear, là bộ phim điện ảnh Trung Quốc công chiếu năm 2015 dựa trên tiểu thuyết cùng tên của tác giả Nhiêu Tuyết Mạn.
Bộ phim là tác phẩm đầu tay của Tô Hữu Bằng với tư cách đạo diễn. Kịch bản phim được chuyển thể bởi chính tác giả Nhiêu Tuyết Mạn . Phim có sự tham gia của các diễn viên: Trần Đô Linh, Âu Hào, Dương Dương, Mã Tư Thuần, Quan Hiểu Đồng.  Bộ phim đóng máy vào tháng 11 năm 2014  và có kế hoạch công chiếu ban đầu vào ngày 30 tháng 4 năm 2015 nhưng sau đó được đẩy lên sớm hơn 6 ngày .
Ca khúc chủ đề của bộ phim mang tên "The Left Ear", được trình bày bởi Triệu Vy. Đĩa đơn được phát hành cùng ngày với ngày công chiếu phim 24 tháng 4 năm 2015. Đây vừa là đĩa đơn trở lại của Triệu Vy sau 6 năm gác mic, vừa là sự hỗ trợ đặc biệt của cô với người bạn thân là Tô Hữu Bằng.

## Nội dung
Lý Nhị là một nữ sinh trung học. Cô xinh đẹp, đơn thuần, nhưng lại có tai trái bị khiếm khuyết từ nhỏ, không nghe được. Tuy nhiên, Lý Nhị chưa từng một lần thấy mặc cảm về mình. Cô lớn lên ngoan ngoãn, dịu dàng. Lý Nhị thương thầm một nam sinh cùng trường tên Hứa Dực, bạn của Vưu Tha, anh họ Lý Nhị. Hứa Dực là học sinh gương mẫu, điển trai, chơi thể thao cũng cừ, được rất nhiều nữ sinh để ý nhưng lại không muốn quen với ai. Cùng lớp Hứa Dực, có một nam sinh tên Trương Dạng, rắn rỏi, giỏi thể thao, đang hẹn hò cùng một nữ sinh khác là Tưởng Giảo, một tiểu thư nhà giàu. Tình cờ trong một trận bóng rổ, Trương Dạng được Lê Ba Lạp, một thiếu nữ mạnh mẽ, nóng bỏng, làm ca sĩ tại một quán bar để mắt tới. Lê Ba Lạp dù đang hẹn hò với Hắc Nhân, một tên lưu manh, vẫn lập tức tấn công Trương Dạng, muốn anh hẹn hò cùng mình. Trương Dạng cũng để ý Lê Ba Lạp, đồng ý hẹn hò với cô nếu cô khiến Hứa Dực thân bại danh liệt.
Lê Ba Lạp lập tức thực hiện kế hoạch của mình. Cô tới trường trung học, công khai theo đuổi Hứa Dực. Mới đầu, Hứa Dực rất khó chịu, nhưng vì sự xinh đẹp, lém lỉnh, mạnh bạo của Lê Ba Lạp, Hứa Dực chịu quen với cô. Lý Nhị chứng kiến Hứa Dực với Lê Ba Lạp, cảm thấy sững sờ, nhưng cô tò mò hơn về Lê Ba Lạp, người đã khiến Hứa Dực thích mình. Lý Nhị làm quen với Lê Ba Lạp tại một quán mỳ. Lê Ba Lạp thấy Lý Nhị rất khác so với những học sinh bình thường, lại thấy cô tốt với mình, cũng muốn kết giao. Lý Nhị sau khi tiếp xúc với Lê Ba Lạp, nhận thấy mình và người Hứa Dặc thích khác xa nhau như thế nào, trong lòng cô rất đau khổ.
Hứa Dực sau khi quen Lê Ba Lạp, cậu hay tới quán bar nơi cô làm việc để chơi. Lê Ba Lạp liên lạc với Trương Dạng, muốn anh hẹn hò với mình. Trương Dạng đồng ý. Anh kể cho Lê Ba Lạp lý do mình muốn hủy hoại Hứa Dực. Lê Ba Lạp cảm thấy mình và Trương Dạng là đồng cảnh ngộ, cô muốn bù đắp cho anh. Lê Ba Lạp tung hình của hai người lên mạng, sau đó đột ngột chia tay với Hứa Dực, khiến anh sững sờ và đau khổ. Lý Nhị biết chuyện, muốn tìm Lê Ba Lạp nói cho rõ ràng. Cô đến quán bar lại bắt gặp Lê Ba Lạp đang nói chuyện với Trương Dạng thì bị anh ta đánh. Lý Nhị xông ra cứu Lê Ba Lạp, đưa cô ta về. Từ đó, Lý Nhị trở thành bạn với Lê Ba Lạp. Đêm đó, Trương Dạng từ nhà bạn gái đến chỗ Lê Ba Lạp xin lỗi.
Lý Nhị vì Hứa Dực không còn tâm tư ôn luyện, đến quán bar nhờ Lê Ba Lạp khuyên nhủ anh. Lê Ba Lạp vì tình bạn với Lý Nhị, đồng ý. Hứa Dực tới nói chuyện với Lê Ba Lạp, vì sự lạnh nhạt, phũ phàng của cô mà tức giận, ẩu đả với bảo vệ quán. Lý Nhị vì muốn cứu Hứa Dực một cú mà bị chai thủy tinh đập vào đầu. Lê Ba Lạp thấy tình cảm sâu nặng của Lý Nhị với Hứa Dực, cô kể chuyện Trương Dạng muốn mình hủy hoại Hứa Dực cho Lý Nhị nghe. Lý Nhị rất tức giận nhưng lại không dám nói với Hứa Dực. Lý Nhị thấy Lê Ba Lạp tự do, phóng khoáng, muốn yêu sẽ yêu mà bất chấp tất cả, trong lòng ngưỡng mộ.
Hứa Dực vì hiểu lầm Lý Nhị và Lê Ba Lạp đồng mưu với nhau, anh tìm Lý Nhị để trút giận. Vưu Tha biết chuyện, xông vào đánh Hứa Dực. Vưu Tha biết Lý Nhị đang thay đổi vì yêu Lê Ba Lạp, anh phản đối Lê Ba Lạp tới gần Lý Nhị. Nhưng Lý Nhị vẫn một mực trân trọng Lê Ba Lạp, cô nghĩ chính Lê Ba Lạp đã cho cô cái nhìn mới hơn về tuổi trẻ, cuộc sống.
Kỳ thi kết thúc, Trương Dạng và bạn gái cãi nhau. Anh đi tìm Lê Ba Lạp, hai người vui đùa và trò chuyện. Lê Ba Lạp trao mình cho Trương Dạng, đồng ý cùng anh tới Bắc Kinh. Hắc Nhân vì không muốn Lê Ba Lạp đi, cho cô xem đoạn băng Trương Dạng nhục mạ cô. Lê Ba Lạp bàng hoàng, cô muốn tìm Trương Dạng hỏi cho rõ nhưng trời đang đổ bão, đứng dưới mưa, cô gọi cho Lý Nhị, khóc lóc. Lý Nhị thương bạn, bảo Lê Ba Lạp ra quảng trường đợi mình. Lê Ba Lạp chạy tới quảng trường, không may bị tai nạn giao thông, qua đời.
Cái chết của Lê Ba Lạp khiến cho cả Trương Dạng, Hứa Dực, Lý Nhị và Hắc Nhân đau đớn. Hắc Nhân bắt cóc Trương Dạng và bạn gái anh để trả thù. Trương Dạng tính kế lừa lũ Hắc Nhân bỏ chạy. Một hôm, Lý Nhị gặp Trương Dạng trên đường. Cô lập tức muốn nói chuyện với Trương Dạng, muốn cho anh phải đau đớn, hối hận suốt đời. Hứa Dực chỉ đỗ một trường hạng ba tại Thượng Hải. Lý Nhị vì muốn ở gần Hứa Dực, cũng chuyển tới Thượng Hải. Ở Thượng Hải, Lý Nhị muốn mình sẽ sống cho cả Lê Ba Lạp. Cô thường nhắn tin cho Trương Dạng để anh không lúc nào không nhớ tới Lê Ba Lạp. Hứa Dực giờ là một người khác hẳn. Anh làm việc ở một quán bar tới nửa đêm. Lý Nhị muốn tìm Hứa Dực nói chuyện, nhưng lại bị Hứa Dực đuổi về. Ở ngoài chờ Hứa Dực, cô nhìn thấy anh bị một đám lưu manh đòi nợ. Muốn cứu Hứa Dực, Lý Nhị đồng ý trả nợ cho anh. Lý Nhị theo Hứa Dực về nhà trọ, cô giúp anh nấu nướng, dọn dẹp, còn để lại tiền trước khi đi.
Trương Dạng gặp Hắc Nhân tại Bắc Kinh. Hai người nói chuyện, giải quyết ân oán. Nhìn ngón tay út bị chặt của Hắc Nhân, Trương Dạng hỏi nhưng Hắc Nhân không nói, anh coi đó như một thứ để nhớ tới Lê Ba Lạp. Trương Dạng và Hắc Nhân cộng tác làm ăn. Hứa Dực lần đầu gọi điện cho Lý Nhị, nhưng là để hỏi tiền. Lý Nhị không có nhưng cô vẫn gọi lại cho Hứa Dực nói sẽ đưa anh tiền. Tưởng Kiểu vì không muốn chia tay với Trương Dạng, cô leo lên nóc một tòa nhà ở trường đại học, ném tiền xuống, muốn nhảy. Trương Dạng khuyên nhủ Tưởng Kiểu đưa cô xuống. Tưởng Kiểu vì Trương Dạng mãi mãi không quên được Lê Ba Lạp, chia tay anh. Lý Nhị vì muốn có tiền đưa cho Hứa Dực, cô đi làm thêm. Hứa Dực cảm động vì tình cảm của Lý Nhị, muốn cô trở thành bạn gái mình. Lý Nhị ôm lấy anh, đồng ý.
Hứa Dực sau khi thành đôi với Lý Nhị, anh nghỉ việc tại quán bar, lại tập trung học hành, làm thêm tại một công ty phần mềm. Tết Nguyên đán, Trương Dạng và Lý Nhị về quê. Trương Dạng sau khi biết sự thật về thân thế từ bố mình, đến quán bar giải sầu thì gặp Lý Nhị. Hai người nói chuyện, Lý Nhị còn lên xe buýt cùng Trương Dạng. Trương Dạng an ủi Lý Nhị. Với Trương Dạng, bóng hình Lê Ba Lạp mãi mãi không thể phai mờ. Lý Nhị quay lại Thượng Hải. Cô đến chỗ Hứa Dực, phát hiện anh đang quan hệ cùng một cô gái, cô tức giận bỏ đi. Hai người chia tay.
Tết năm sau, Lý Nhị lại về quê. Vưu Tha thổ lộ anh thích một cô gái và để dành tiền muốn đổi điện thoại mới cho cô ấy, nhưng lại không nói cho Lý Nhị biết là ai. Lý Nhị gặp Trương Dạng trên đường. Anh đưa cô đến chỗ Lê Ba Lạp thích tới khi còn sống để xem pháo hoa. Sau khi nói chuyện với Trương Dạng, Lý Nhị quyết định không hận anh nữa. Hôm sau, Lý Nhị từ hiệu sách trở về, mẹ đưa cho cô quà của Vưu Tha, đó là chiếc điện thoại. Người anh thích là cô. Chạy tới bến xe, Lý Nhị gọi điện cho Vưu Tha. Vưu Tha nói hết những lời trong lòng với Lý Nhị.
Trên đường về, Lý Nhị gặp Trương Dạng. Hai người đang trên đường về, gặp một chiếc ô tô bị trượt khỏi đường, lao xuống biển. Trương Dạng bảo Lý Nhị gọi cảnh sát, sau đó nhảy xuống cứu người. Lý Nhị thấy mãi mà Trương Dạng không ngoi lên, nghĩ anh có chuyện, cô khóc không ngừng. Dưới nước, Trương Dạng mơ hồ thấy người con gái anh cứu trong xe là Lê Ba Lạp. Khi đó, xe cảnh sát tới. Thấy Trương Dạng ở trước mặt, Lý Nhị mới nhận ra tình cảm của mình. Lý Nhị theo Trương Dạng tới mộ Lê Ba Lạp. Tại đây, dù Lý Nhị biết những lời cuối cùng của Lê Ba Lạp trước khi qua đời nói vào tai trái khiến cô hoàn toàn không nghe được. Cô vẫn quyết định thay bạn mình nói những lời trong lòng bạn với anh.
Tốt nghiệp xong, Lý Nhị làm việc tại một nhà xuất bản ở Thượng Hải. Trương Dạng trở thành chủ một trang web bán hàng trực tuyến. Hai người vẫn giữ liên lạc với nhau. Tưởng Kiểu trở thành thần tượng âm nhạc, lấy nghệ danh Tưởng Nhã Hy. Trương Dạng mừng cho cuộc sống của cô, anh trở về trường cũ, hiến tặng một lô sách. Tình cờ, Lý Nhị qua trường lại gặp anh. Hai người nói chuyện kết hôn của Vưu Tha, chuyện của Hứa Dực, chuyện của quá khứ. Trương Dạng muốn nói gì đó với Lý Nhị nhưng lại không mở được lời.
Lý Nhị ra điểm chờ xe, quay lại ngóng Trương Dạng. Cô buồn bã lên xe buýt về nhà. Tức thì, Trương Dạng đuổi tới. Trên xe, anh thì thầm một câu vào tai trái của Lý Nhị. Dù không nghe thấy, cô vẫn mỉm cười. Câu trả lời chỉ có một.

## Diễn viên
- Trần Đô Linh vai Lý Nhị
- Âu Hào vai Trương Dạng
- Dương Dương vai Hứa Dực
- Mã Tư Thuần vai Lê Ba Lạp
- Hồ Hạ vai Vưu Tha
- Đoàn Bác Văn vai Hắc Nhân
- Quan Hiểu Đồng vai Tưởng Kiểu

## Nhạc phim
Free to Fly
- Tên gốc: 放心去飞 (Phóng tâm khứ phi) - Yên tâm bay đi
- Nhạc: Trần Đại Lực, Trần Tú Nam
- Lời: Lưu Ngu Thuỵ
- Trình bày: Âu Hào, Dương Dương, Hồ Hạ, và Tô Hữu Bằng
- Phát hành: 24 tháng 3 năm 2015

Beautiful Yesterday
- Tên gốc: 美好的昨天 (Mỹ hảo đích tạc thiên) - Ngày hôm qua tươi đẹp
- Nhạc: Lê Nhạ Thiên
- Lời: Lê Nhạ Thiên
- Trình bày: Hồ Hạ
- Phát hành: 14 tháng 4 năm 2015 (nằm trong album phòng thu thứ tư của Hồ Hạ, "Love Odyssey")

The Left Ear
- Tên gốc: 左耳 (Tả nhĩ) - Tai trái
- Nhạc: Vương Tông Hiền
- Lời: Lâm Tịch
- Phối khí: Đậu Bằng, Vương Tông Hiền
- Trình bày: Triệu Vy
- Phát hành: 24 tháng 4 năm 2015

## Doanh thu
Trong ngày công chiếu, bộ phim thu về 31.49 triệu đô-la Mỹ và đứng thứ ba toàn cầu, sau Avengers: Đế chế Ultron và Furious 7 .

## Giải thưởng
| Năm  | Lễ trao giải                             | Hạng mục                                        | Người đề cử    | Kết quả   | Ghi chú |
| ---- | ---------------------------------------- | ----------------------------------------------- | -------------- | --------- | ------- |
| 2015 | Kim Mã                                   | Đạo diễn mới xuất sắc nhất                      | Tô Hữu Bằng    | Đề cử     | [ 11 ]  |
| 2015 | Kim Mã                                   | Nữ diễn viên phụ xuất sắc nhất                  | Mã Tư Thuần    | Đề cử     | [ 11 ]  |
| 2015 | Liên hoan phim điện ảnh quốc tế Bắc Kinh | Phim chuyển thể đề tài thanh xuân xuất sắc nhất | Tai trái       | Đoạt giải | [ 12 ]  |
| 2016 | Liên hoan phim điện ảnh quốc tế Macao    | Nữ diễn viên triển vọng nhất                    | Quan Hiểu Đồng | Đoạt giải | [ 13 ]  |
| 2016 | Hoa Đỉnh                                 | Nam diễn viên mới xuất sắc nhất                 | Dương Dương    | Đề cử     |         |
| 2016 | Liên hoan phim sinh viên Bắc Kinh        | Đạo diễn nổi tiếng nhất                         | Tô Hữu Bằng    | Đoạt giải | [ 14 ]  |
| 2016 | Liên hoan phim Đài Bắc                   | Quay phim xuất sắc nhất                         | Triệu Phi      | Đoạt giải | [ 15 ]  |
| 2016 | Hoa Đỉnh                                 | Top 50 phim điện ảnh                            | Tai trái       | 18        | [ 16 ]  |
| 2016 | Liên hoan phim truyền thông Trung Quốc   | Nam diễn viên được mong đợi nhất                | Âu Hào         | Đoạt giải | [ 17 ]  |